# Karl Gustav von Rudloff
Karl Gustav von Rudloff, auch Carl Gustav von Rudloff (* 20. November 1782 in Schwerin; † 19. November 1871 in Niesky) war ein deutscher Militärjurist und preußischer Generalmajor. Er war von der Nobilitierung seines Vaters 1817 mitbetroffen.

## Leben
Er war ein Sohn des später geadelten Regierungsbeamten Friedrich August Rudloff (1751–1822) und dessen Ehefrau Christiane, geborene Loeper, gen. von Gröning (1755–1827).
Rudloff studierte ab Ostern 1801 Rechtswissenschaften an den Universitäten Rostock, Göttingen und Helmstedt. Nach Abschluss seines Studiums trat er 1806 in den Staatsdienst des Herzogtums Mecklenburg-Schwerin und wurde 1808 Regierungssekretär in Schwerin. In Schwerin war er 1809 Mitstifter der Freimaurerloge Harpokrates zur Morgenröthe; 1823 wurde er Mitglied der Provinzialloge.
Am 1. September 1811 trat er als Sekondeleutnant in das anhaltische Füsilier-Bataillon ein und nahm im Jahr darauf an der Seite Frankreichs während des Feldzuges gegen Russland an den Gefechten bei Wilna und Kowno teil. Im Februar 1813 ging Rudloff als Premierleutnant in die Russisch-Deutschen Legion. Er kämpfte in den Befreiungskriegen an der Göhrde und bei Sehestedt. Seine Leistungen wurden durch die Verleihung des Ordens der Heiligen Anna III. Klasse sowie des Ordens des Heiligen Wladimir IV. Klasse gewürdigt. Mit seiner Beförderung zum Kapitän kam er in die Adjutantur.
Nach der Demobilisierung wurde Rudloff im Dezember 1816 als Kapitän in die Preußische Armee übernommen und im 8. Infanterie-Regiment (genannt Leib-Infanterie-Regiment) angestellt. Mitte März 1819 versetzte man ihn zu den Offizieren von der Armee und kommandierte Rudloff zur Dienstleistung beim Kriegsministerium. Am 18. Januar 1831 erhielt er den Königlich Preußischen St. Johanniter-Orden. Als Spezialist für Militärrecht gehörte er 1836 der Immediat-Kommission zur Revision der Militärgesetze an. Bis August 1841 avancierte Rudloff zum Oberst. Am 13. März 1847 wurde er unter Verleihung des Charakters als Generalmajor mit Pension zur Disposition gestellt.
Rudloff war sehr an theologischen Fragen interessiert und gesellschaftlich engagiert. Ende 1826 regte er die Gründung des Berliner Vereins zur Besserung der Strafgefangenen an. Von 1844 bis 1847 gehörte er dem Direktorium der Preußischen Haupt-Bibelgesellschaft in Berlin an. Er wurde Mitglied der Historisch-theologischen Gesellschaft in Leipzig sowie der Herrnhuter Brüdergemeine und verbrachte seinen langen Lebensabend in deren Siedlung in Niesky.
Seit dem 18. Januar 1820 war er verheiratet mit Hypolite, geborene von Albedyll (1799–1861).

## Schriften
- Handbuch des Preußischen Militairrechts, oder Darstellung der im Preußischen Heere bestehenden Grundsätze über militairische Rechts- und Polizei-Verhältnisse, Disciplin und Justizverwaltung. 3 Bände Berlin: Rücker 1826–1835[7]

Digitalisat von Band 1, 1826 Bayerische Staatsbibliothek
Digitalisat von Band 2, Bayerische Staatsbibliothek
Digitalisat von Band 3, 1835 Bayerische Staatsbibliothek
- Geschichte der Reformation in Schottland: mit besonderer Berücksichtigung der in ihr sich offenbarenden Kraft christlichen Glaubens im Leben, Kämpfen und Leiden. 2 Bände Berlin: Thome 1847–1849, 2. Auflage Berlin: Wiegandt & Grieben 1854

Digitalisat von Band 1, Bayerische Staatsbibliothek
Digitalisat von Band 2, Bayerische Staatsbibliothek
- Die Lehre vom Menschen nach Geist, Seele und Leib, sowohl während des Erdenlebens, als nach seinem Abscheiden aus demselben: Begründet auf der göttlichen Offenbarung. Leipzig 1858; 2. Auflage: Gotha: Perthes 1863

Digitalisat der 2. Auflage, Bayerische Staatsbibliothek